# 1956 a sportban
1956 főbb sporteseményei a következők voltak:
- Juan Manuel Fangio Formula–1-es világbajnok a Ferrari volánja mögött
- november 22. – Nyári olimpiai játékok – Melbourne, Ausztrália és Stockholm, Svédország
- augusztus 31.–szeptember 25. – A XII. sakkolimpia Moszkvában, amelyen a magyar válogatott bronzérmet szerzett.

## Születések
- január 6. – Craig Hanmer, amerikai jégkorongozó († 2011)
- január 20. – Franz Tost, osztrák autóversenyző
- február 3. – Joe Kowal, kanadai jégkorongozó
- február 14. – Howard Davis, amerikai ökölvívó
- február 28. – Willie Smith, olimpiai bajnok amerikai atléta, futó († 2020)
- március 9. – Nébald György, olimpiai bajnok magyar kardvívó
- március 12. – Pim Verbeek, holland labdarúgó, edző († 2019)
- március 14. – Johnny Dusbaba, holland válogatott labdarúgó, hátvéd
- március 27. – Oláh Béla, világbajnoki ezüstérmes súlyemelő
- március 31.
  - Andrusch József, magyar válogatott labdarúgó
  - Al Glendinning, kanadai jégkorongozó
- április 9. – Esterházy Márton, magyar labdarúgó
- április 24. – Ambrus Mariann, magyar evezős
- április 25. – Bruce Baker, kanadai jégkorongozó
- május 19. – Jan Fiala, Európa-bajnoki bronzérmes csehszlovák válogatott cseh labdarúgó
- május 29. – Dukai Géza, háromszoros paralimpiai bajnok, világbajnoki és Európa-bajnoki ezüstérmes úszó, az első mozgáskorlátozott, aki átúszta a Balatont († 2006)
- június 2. – Jan Lammers, holland autóversenyző
- június 11. – Joe Montana, négyszeres Super Bowl-győztes amerikaifutball-játékos irányító, Pro Football Hall of Fame-tag
- június 13. – Juri Vardanján, szovjet színekben olimpiai, világ- és Európa-bajnok örmény súlyemelő († 2018)
- június 16. – Gianni De Biasi, olasz labdarúgó-középpályás, edző, szövetségi kapitány
- június 23. – Kenéz György, olimpiai bajnok vízilabdázó
- június 27. – Gunnar Svensson, svéd jégkorongozó († 2020)
- július 7. – Garry Birtles, angol válogatott labdarúgó
- július 17.
  - Jürgen Groh, nyugatnémet válogatott német labdarúgó, hátvéd, olimpikon
  - Bryan Trottier, Stanley-kupa-győztes kanadai és amerikai válogatott jégkorongozó, Hockey Hall of Fame-tag
- július 24. – Marc Baecke, belga válogatott labdarúgó, hátvéd
- július 29. – Viv Anderson, angol válogatott labdarúgó, edző
- augusztus 4. – Egervári Márta, tornász, olimpiai bronzérmes, világbajnoki bronzérmes, többszörös magyar bajnok, edző
- augusztus 13. – Bruno Giordano, olasz válogatott labdarúgó, edző
- augusztus 16. – Patricio Hernández, argentin válogatott labdarúgó, edző
- augusztus 21. – Vadão, brazil labdarúgóedző († 2020)
- augusztus 27. – Jean-François Larios, francia válogatott labdarúgó, középpályás
- augusztus 29. – Harálambosz Xanthópulosz, görög válogatott labdarúgó
- szeptember 8. – Jacky Munaron, belga válogatott labdarúgó, kapus, edző
- szeptember 13.
  - Ilie Balaci, román válogatott labdarúgó, irányító középpályás, edző († 2018)
  - Bobby Campbell, északír válogatott labdarúgó, csatár († 2016)
- szeptember 22. – Claude Périard, kanadai jégkorongozó
- szeptember 23. – Paolo Rossi, világbajnok olasz labdarúgó
- szeptember 24. – Ilona Slupianek, olimpiai bajnok német súlylökőnő
- október 1. – Harálambosz Holídisz, olimpiai bronzérmes görög birkózó († 2019)
- október 27. – Patty Sheehan, amerikai golfozó
- október 28. – Franky Vercauteren, belga válogatott labdarúgó, középpályás, edző
- november 3. – Bob Welch, World Series bajnok amerikai baseballjátékos († 2014)
- november 10. – José Luis Brown, világbajnok argentin válogatott labdarúgó, edző († 2019)
- november 14. – Ray Wilkins, angol válogatott labdarúgó, középpályás, edző († 2018)
- november 16. – Ábrahám Mária, négyszeres világbajnok magyar tekéző
- november 22. – Fernando Gomes, aranycipős, portugál válogatott labdarúgó
- november 27. – Thomas Hörster, olimpiai bronzérmes nyugatnémet válogatott német labdarúgó
- december 7. – Larry Bird, olimpiai és Amerika- és NBA-bajnok amerikai válogatott kosárlabdázó, National Collegiate Basketball Hall of Fame és Naismith Memorial Basketball Hall of Fame-tag
- december 11. – Darryl Drake, amerikai amerikaifutball-játékos, edző († 2019)
- december 24. – Amor Dzsebálí, tunéziai válogatott labdarúgó

## Halálozások
- ? – Harald Smedvik, olimpiai ezüstérmes norvég tornász (* 1888)
- január 10. – Peter O’Rourke, skót labdarúgó, edző
- január 31. – Buck Weaver, World Series bajnok amerikai baseballjátékos (* 1890)
- február 8. – Connie Mack, World Series bajnok amerikai basabelljátékos, menedzser és csapat tulajdonos, National Baseball Hall of Fame and Museum tag (* 1862)
- február 17. – Kip Selbach, amerikai baseballjátékos (* 1872)
- március 2. – Fred Merkle, amerikai baseballjátékos (* 1888)
- március 6. – Harald Hansen, olimpiai ezüstérmes norvég tornász (* 1884)
- március 8. – Carlos Lett, argentin válogatott labdarúgó (* 1885)
- március 10. – Solly Hofman, World Series bajnok amerikai baseballjátékos (* 1882)
- március 12. – Reidar Tønsberg, olimpiai ezüstérmes norvég tornász (* 1893)
- március 27. – Jens Kristian Jensen, olimpiai ezüstérmes dán tornász (* 1885)
- április 10. – Ginger Beaumont, amerikai baseballjátékos (* 1876)
- április 15. – Leonard Peterson, olimpiai bajnok svéd tornász (* 1885)
- április 22. – Vlastimil Lada-Sázavský, olimpiai bronzérmes cseh kardvívó (* 1886)
- május 1. – Viktor Rasmussen, olimpiai ezüstérmes dán tornász (* 1882)
- május 10. – Jimmy Slagle, World Series bajnok amerikai baseballjátékos (* 1873)
- május 12. – Edgar Page, olimpiai bajnok brit gyeplabdázó (* 1884)
- május 20. – Halmay Zoltán, olimpiai bajnok úszó (* 1881)
- május 22. – Harry Howell, amerikai baseballjátékos (* 1876)
- június 17. – Bob Sweikert, indianapolisi 500-as győztes amerikai autóversenyző (* 1926)
- június 20. – René Bougnol, olimpiai és világbajnok francia tőr- és párbajtőrvívó (* 1911)
- június 25. – Jack Markle, kanadai jégkorongozó (* 1907)
- június 29. – Max Emmerich, amerikai olimpiai bajnok atléta, tornász (* 1879)
- július 6. – Art Bisch, amerikai autóversenyző (* 1926)
- augusztus 7. – Arvid Andersson, olimpiai bajnok svéd kötélhúzó (* 1881)
- szeptember 25. – Peter Villemoes Andersen, olimpiai ezüstérmes dán tornász (* 1884)
- szeptember 28. – Charlton Brosius, amerikai olimpikon, kötélhúzó (* 1876)
- október 16. – Jack Southworth, angol válogatott labdarúgó (* 1866)
- október 29. – Louis Rosier, francia autóversenyző, Formula–1-es pilóta (* 1905)
- október 30. – Jacques Moeschal, belga válogatott labdarúgó (* 1900)
- november 1. – Asztalos Lajos, magyar sakkozó, nemzetközi mester, magyar bajnok, sportvezető (* 1889)
- február 7. – Guido Boni, olimpiai bajnok olasz tornász (* 1892)
- december 24. – Del Howard, World Series bajnok amerikai baseballjátékos (* 1877)